# Magyar országos rekordok listája 1500 méteres gyorsúszásban
Ez a lista az 1500 méteres gyorsúszásban elért felnőtt magyar csúcsokat tartalmazza.

## 50 méteres medence

### Férfiak
| A férfi 1500 méteres gyorsúszás magyar csúcsai (50 méteres medence) | A férfi 1500 méteres gyorsúszás magyar csúcsai (50 méteres medence) | A férfi 1500 méteres gyorsúszás magyar csúcsai (50 méteres medence) | A férfi 1500 méteres gyorsúszás magyar csúcsai (50 méteres medence) | A férfi 1500 méteres gyorsúszás magyar csúcsai (50 méteres medence) | A férfi 1500 méteres gyorsúszás magyar csúcsai (50 méteres medence) | A férfi 1500 méteres gyorsúszás magyar csúcsai (50 méteres medence) | A férfi 1500 méteres gyorsúszás magyar csúcsai (50 méteres medence) |
| Idő                                                                 | Név                                                                 | Egyesület                                                           | Dátum                                                               | Helyszín                                                            | Esemény                                                             | Megjegyzés                                                          | Forrás                                                              |
| ------------------------------------------------------------------- | ------------------------------------------------------------------- | ------------------------------------------------------------------- | ------------------------------------------------------------------- | ------------------------------------------------------------------- | ------------------------------------------------------------------- | ------------------------------------------------------------------- | ------------------------------------------------------------------- |
| 23:07,80                                                            | Eperjessy Béla                                                      | MAFC                                                                | 1923. 08. 23.                                                       | Budapest, Magyarország                                              | magyar bajnokság                                                    |                                                                     | [ 1 ] [ 2 ]                                                         |
| 22:54,60                                                            | Halassy Olivér                                                      | Újpesti TE                                                          | 1926. 08. 18.                                                       | Budapest, Magyarország                                              | Európa-bajnokság                                                    | a selejtezőben                                                      | [ 1 ] [ 3 ]                                                         |
| 22:54,20                                                            | Páhok István                                                        | MTK                                                                 | 1926. 08. 18.                                                       | Budapest, Magyarország                                              | Európa-bajnokság                                                    | a selejtezőben                                                      | [ 1 ] [ 3 ]                                                         |
| 22:25,00                                                            | Halassy Olivér                                                      | Újpesti TE                                                          | 1926. 08. 20.                                                       | Budapest, Magyarország                                              | Európa-bajnokság                                                    | negyedik hely                                                       | [ 1 ] [ 4 ]                                                         |
| 22:24,00                                                            | Halassy Olivér                                                      | Újpesti TE                                                          | 1927. 08. 31.                                                       | Bologna, Olaszország                                                | Európa-bajnokság                                                    | a selejtezőben                                                      | [ 1 ] [ 5 ]                                                         |
| 22:05,00                                                            | Halassy Olivér                                                      | Újpesti TE                                                          | 1927. 09. 02.                                                       | Bologna, Olaszország                                                | Európa-bajnokság                                                    | ötödik hely                                                         | [ 1 ] [ 6 ]                                                         |
| 21:59,60                                                            | Halassy Olivér                                                      | Újpesti TE                                                          | 1928. 09. 06.                                                       | Budapest, Magyarország                                              | magyar bajnokság                                                    |                                                                     | [ 1 ] [ 7 ]                                                         |
| 21:25,00                                                            | Halassy Olivér                                                      | Újpesti TE                                                          | 1929. 07. 21.                                                       | Bologna, Olaszország                                                | magyar-olasz viadal                                                 |                                                                     | [ 1 ] [ 8 ]                                                         |
| 20:49,00                                                            | Halassy Olivér                                                      | Újpesti TE                                                          | 1931. 08. 30.                                                       | Párizs, Franciaország                                               | Európa-bajnokság                                                    | első hely                                                           | [ 1 ] [ 9 ]                                                         |
| 20:12,40                                                            | Gróf Ödön                                                           | Újpesti TE                                                          | 1936. 08. 22.                                                       | Budapest, Magyarország                                              |                                                                     |                                                                     | [ 1 ] [ 10 ]                                                        |
| 20:04,40                                                            | Gróf Ödön                                                           | Újpesti TE                                                          | 1937. 08. 07.                                                       | Klagenfurt, Ausztria                                                | osztrák-magyar viadal                                               |                                                                     | [ 1 ] [ 11 ]                                                        |
| 20:02,20                                                            | Gróf Ödön                                                           | Újpesti TE                                                          | 1938. 07. 17.                                                       | Újpest, Magyarország                                                | magyar-német viadal                                                 |                                                                     | [ 1 ] [ 12 ]                                                        |
| 19:55,00                                                            | Tátos Nándor                                                        | Ferencváros                                                         | 1940. 07. 14.                                                       | Újpest, Magyarország                                                | Az UTE versenye                                                     |                                                                     | [ 1 ] [ 13 ]                                                        |
| 19:37,40                                                            | Tátos Nándor                                                        | Ferencváros                                                         | 1940. 07. 21.                                                       | Budapest, Magyarország                                              | magyar-német viadal                                                 |                                                                     | [ 1 ] [ 14 ]                                                        |
| 19:35,40                                                            | Tátos Nándor                                                        | Ferencváros                                                         | 1941. 07. 19.                                                       | Kolozsvár, Magyarország                                             | magyar bajnokság                                                    |                                                                     | [ 1 ] [ 15 ]                                                        |
| 19:28,00                                                            | Mitró György                                                        | Bp. Előre                                                           | 1947. 09. 13.                                                       | Monte-Carlo, Monaco                                                 | Európa-bajnokság                                                    | első hely                                                           | [ 1 ] [ 16 ]                                                        |
| 19:22,00                                                            | Mitró György                                                        | Bp. Előre                                                           | 1948. 07. 20.                                                       | Budapest, Magyarország                                              | magyar bajnokság                                                    |                                                                     | [ 1 ]                                                               |
| 19:21,80                                                            | Csordás György                                                      | Bp. Kinizsi                                                         | 1949. 08. 20.                                                       | Budapest, Magyarország                                              | Főiskolai vb                                                        |                                                                     | [ 1 ] [ 17 ]                                                        |
| 18:49,60                                                            | Csordás György                                                      | Bp. Kinizsi                                                         | 1951. 07. 07.                                                       | Budapest, Magyarország                                              | Ifjúsági Budapest-bajnokság                                         |                                                                     | [ 1 ] [ 18 ]                                                        |
| 18:48,10                                                            | Csordás György                                                      | Bp. Kinizsi                                                         | 1953. 07. 24.                                                       | Budapest, Magyarország                                              | magyar bajnokság                                                    |                                                                     | [ 1 ] [ 19 ]                                                        |
| 18:47,70                                                            | Csordás György                                                      | Bp. Kinizsi                                                         | 1953. 08. 10.                                                       | Bukarest, Románia                                                   | VIT                                                                 |                                                                     | [ 1 ] [ 20 ]                                                        |
| 18:43,60                                                            | Záborszky Sándor                                                    | Bp. Kinizsi                                                         | 1955. 09. 04.                                                       | Budapest, Magyarország                                              | nemzetközi verseny                                                  |                                                                     | [ 1 ] [ 21 ]                                                        |
| 18:36,90                                                            | Záborszky Sándor                                                    | Bp. Kinizsi                                                         | 1956. 05. 06.                                                       | Budapest, Magyarország                                              | Bp. Vörös Lobogó versenye                                           |                                                                     | [ 1 ] [ 22 ]                                                        |
| 18:28,40                                                            | Záborszky Sándor                                                    | Bp. Kinizsi                                                         | 1956. 07. 02.                                                       | Budapest, Magyarország                                              | A Bp. Kinizsi versenye                                              |                                                                     | [ 1 ] [ 23 ]                                                        |
| 18:24,70                                                            | Katona József                                                       | Egri Dózsa                                                          | 1958. 08. 17.                                                       | Budapest, Magyarország                                              | magyar bajnokság                                                    |                                                                     | [ 1 ]                                                               |
| 18:13,00                                                            | Katona József                                                       | Egri Dózsa                                                          | 1958. 09. 06.                                                       | Budapest, Magyarország                                              | Európa-bajnokság                                                    | második hely                                                        | [ 1 ] [ 24 ]                                                        |
| 17:55,20                                                            | Katona József                                                       | Egri Dózsa                                                          | 1960. 07. 18.                                                       | Berlin, NDK                                                         | NDK-magyar viadal                                                   | Európa-csúcs                                                        | [ 1 ] [ 25 ]                                                        |
| 17:53,50                                                            | Katona József                                                       | Egri Dózsa                                                          | 1960. 09. 02.                                                       | Róma, Olaszország                                                   | olimpiai játékok                                                    | selejtező, Európa-csúcs                                             | [ 1 ] [ 26 ]                                                        |
| 17:43,70                                                            | Katona József                                                       | Egri Dózsa                                                          | 1960. 09. 03.                                                       | Róma, Olaszország                                                   | olimpiai játékok                                                    | 5. hely, Európa-csúcs                                               | [ 1 ] [ 27 ]                                                        |
| 17:30,00                                                            | Katona József                                                       | Egri Dózsa                                                          | 1964. 08. 09.                                                       | Budapest, Magyarország                                              | magyar-svéd viadal                                                  | Európa-csúcs                                                        | [ 1 ] [ 28 ]                                                        |
| 17:27,00                                                            | Katona József                                                       | Egri Dózsa                                                          | 1964. 09. 13.                                                       | Budapest, Magyarország                                              | magyar-francia viadal                                               | Európa-csúcs                                                        | [ 1 ] [ 29 ]                                                        |
| 17:23,70                                                            | Hargitay András                                                     | KSI                                                                 | 1970. 09. 10.                                                       | Barcelona, Spanyolország                                            | Európa-bajnokság                                                    | a selejtezőben                                                      | [ 30 ] [ 31 ]                                                       |
| 17:21,10                                                            | Hargitay András                                                     | KSI                                                                 | 1970. 09. 11.                                                       | Barcelona, Spanyolország                                            | Európa-bajnokság                                                    | hetedik hely                                                        | [ 31 ] [ 32 ]                                                       |
| 17:04,50                                                            | Hargitay András                                                     | KSI                                                                 | 1970. 21. 20.                                                       | Kecskemét, Magyarország                                             | A KSI versenye                                                      |                                                                     | [ 31 ] [ 33 ]                                                       |
| 17:04,40                                                            | Hargitay András                                                     | KSI                                                                 | 1971. 07. 04.                                                       | Budapest, Magyarország                                              | Budapest-bajnokság                                                  |                                                                     | [ 31 ] [ 34 ]                                                       |
| 17:02,70                                                            | Verrasztó Zoltán                                                    | KSI                                                                 | 1972. 04. 19.                                                       | Hannover, NSZK                                                      | hat nemzet versenye                                                 |                                                                     | [ 31 ] [ 35 ]                                                       |
| 16:44,60                                                            | Hargitay András                                                     | KSI                                                                 | 1972. 07. 01.                                                       | Budapest, Magyarország                                              | Budapest-bajnokság                                                  |                                                                     | [ 31 ] [ 36 ]                                                       |
| 16:32,75                                                            | Tóth Csaba                                                          | KSI                                                                 | 1973. 08. 19.                                                       | Berlin, NDK                                                         | Európa-kupa                                                         |                                                                     | [ 37 ] [ 38 ]                                                       |
| 16:29,44                                                            | Tóth Csaba                                                          | KSI                                                                 | 1974. 04. 13.                                                       | Leeds, Egyesült Királyság                                           | Coca-Cola verseny                                                   |                                                                     | [ 39 ] [ 40 ]                                                       |
| 16:22,96                                                            | Tóth Csaba                                                          | KSI                                                                 | 1974. 07. 14.                                                       | Budapest, Magyarország                                              | junior magyar bajnokság                                             |                                                                     | [ 40 ] [ 41 ]                                                       |
| 16:16,62                                                            | Tóth Csaba                                                          | KSI                                                                 | 1974. 08. 24.                                                       | Bécs, Ausztria                                                      | Európa-bajnokság                                                    | a selejtezőben                                                      | [ 40 ] [ 42 ]                                                       |
| 16:08,97                                                            | Tóth Csaba                                                          | KSI                                                                 | 1974. 08. 25.                                                       | Bécs, Ausztria                                                      | Európa-bajnokság                                                    | negyedik hely                                                       | [ 40 ] [ 43 ]                                                       |
| 16:05,70                                                            | Nagy Sándor                                                         | Gyulai SK                                                           | 1975. 12. 21.                                                       | Kecskemét, Magyarország                                             | évzáró verseny                                                      |                                                                     | [ 44 ] [ 45 ]                                                       |
| 16:01,00                                                            | Nagy Sándor                                                         | Gyulai SK                                                           | 1976. 06. 18.                                                       | Budapest, Magyarország                                              | ellenőrző verseny                                                   |                                                                     | [ 46 ]                                                              |
| 15:56,34                                                            | Wladár Zoltán                                                       | KSI                                                                 | 1976. 03. 18.                                                       | Kecskemét, Magyarország                                             | magyar bajnokság                                                    |                                                                     | [ 47 ]                                                              |
| 15:48,91                                                            | Nagy Sándor                                                         | Gyulai SK                                                           | 1976. 04. 03.                                                       | Long Beach, USA                                                     | USA téli bajnokság                                                  |                                                                     | [ 48 ]                                                              |
| 15:45,21                                                            | Nagy Sándor                                                         | Gyulai SK                                                           | 1976. 06. 18.                                                       | Budapest, Magyarország                                              | Budapest-bajnokság                                                  |                                                                     | [ 49 ]                                                              |
| 15:45,03                                                            | Nagy Sándor                                                         | Gyulai SK                                                           | 1976. 06. 20.                                                       | Budapest, Magyarország                                              | Budapest-bajnokság                                                  | csúcskisérlet                                                       | [ 50 ]                                                              |
| 15:37,61                                                            | Wladár Zoltán                                                       | KSI                                                                 | 1976. 07. 19.                                                       | Montréal, Kanada                                                    | olimpiai játékok                                                    | a selejtezőben                                                      | [ 51 ]                                                              |
| 15:36,32                                                            | Wladár Zoltán                                                       | KSI                                                                 | 1978. 08. 24.                                                       | Nyugat-Berlin, NSZK                                                 | világbajnokság                                                      | a selejtezőben                                                      | [ 52 ]                                                              |
| 15:35,87                                                            | Wladár Zoltán                                                       | KSI                                                                 | 1978. 08. 26.                                                       | Nyugat-Berlin, NSZK                                                 | világbajnokság                                                      | ötödik hely                                                         | [ 53 ]                                                              |
| 15:28,03                                                            | Wladár Zoltán                                                       | Újpesti Dózsa                                                       | 1979. 07. 24.                                                       | Budapest, Magyarország                                              | magyar bajnokság                                                    |                                                                     | [ 54 ] [ 55 ]                                                       |
| 15:26,70                                                            | Wladár Zoltán                                                       | Újpesti Dózsa                                                       | 1980. 07. 22.                                                       | Moszkva, Szovjetunió                                                | olimpiai játékok                                                    | hetedik hely                                                        | [ 56 ] [ 57 ]                                                       |
| 15:23,01                                                            | Kalaus Valter                                                       | Bp. Honvéd                                                          | 1988. 09. 24.                                                       | Szöul, Dél-Korea                                                    | olimpiai játékok                                                    | a selejtezőben                                                      | [ 58 ]                                                              |
| 15:17,97                                                            | Kis Gergő                                                           | Rája 94                                                             | 2004. 07. 08.                                                       | Budapest, Magyarország                                              | magyar bajnokság                                                    |                                                                     | [ 59 ]                                                              |
| 15:15,34                                                            | Kis Gergő                                                           | Rája 94                                                             | 2006. 07. 08.                                                       | Palma, Spanyolország                                                | ifjúsági Európa-bajnokság                                           |                                                                     | [ 60 ]                                                              |
| 15:14,68                                                            | Verrasztó Dávid                                                     | A Jövő SC                                                           | 2007. 03. 31.                                                       | Melbourne, Ausztrália                                               | világbajnokság                                                      | a selejtezőben                                                      |                                                                     |
| 15:08,20                                                            | Kis Gergő                                                           | Rája 94                                                             | 2007. 07. 28.                                                       | Budapest, Magyarország                                              | magyar bajnokság                                                    |                                                                     | [ 61 ]                                                              |
| 15:01,43                                                            | Kis Gergő                                                           | Rája 94                                                             | 2011. 06. 05.                                                       | Barcelona, Spanyolország                                            | Mare Nostrum                                                        |                                                                     | [ 62 ]                                                              |
| 14:52,72                                                            | Kis Gergő                                                           | Rája 94                                                             | 2011. 07. 30.                                                       | Sanghaj, Kína                                                       | világbajnokság                                                      | A selejtezőben                                                      | [ 63 ]                                                              |
| 14:45,66                                                            | Kis Gergő                                                           | Rája 94                                                             | 2011. 07. 31.                                                       | Sanghaj, Kína                                                       | világbajnokság                                                      | harmadik hely                                                       | [ 64 ]                                                              |
| 14:45,59                                                            | Betlehem Dávid                                                      | Balaton UK                                                          | 2024. 08. 03.                                                       | Párizs, Franciaország                                               | olimpiai játékok                                                    | A selejtezőben.                                                     | [ 65 ]                                                              |
| 14:40,91                                                            | Betlehem Dávid                                                      | Balaton UK                                                          | 2024. 08. 04.                                                       | Párizs, Franciaország                                               | olimpiai játékok                                                    | Negyedik hely a döntőben.                                           | [ 66 ]                                                              |

### Nők
| A női 1500 méteres gyorsúszás magyar csúcsai (50 méteres medence) | A női 1500 méteres gyorsúszás magyar csúcsai (50 méteres medence) | A női 1500 méteres gyorsúszás magyar csúcsai (50 méteres medence) | A női 1500 méteres gyorsúszás magyar csúcsai (50 méteres medence) | A női 1500 méteres gyorsúszás magyar csúcsai (50 méteres medence) | A női 1500 méteres gyorsúszás magyar csúcsai (50 méteres medence) | A női 1500 méteres gyorsúszás magyar csúcsai (50 méteres medence) | A női 1500 méteres gyorsúszás magyar csúcsai (50 méteres medence) |
| Idő                                                               | Név                                                               | Egyesület                                                         | Dátum                                                             | Helyszín                                                          | Esemény                                                           | Megjegyzés                                                        | Forrás                                                            |
| ----------------------------------------------------------------- | ----------------------------------------------------------------- | ----------------------------------------------------------------- | ----------------------------------------------------------------- | ----------------------------------------------------------------- | ----------------------------------------------------------------- | ----------------------------------------------------------------- | ----------------------------------------------------------------- |
| 21:44,60                                                          | Székely Éva                                                       | Bp. Lokomotív                                                     | 1950. 05. 01.                                                     | Budapest, Magyarország                                            | A MUSZ versenye                                                   |                                                                   | [ 1 ] [ 67 ]                                                      |
| 20:58,50                                                          | Gyenge Valéria                                                    | Bp. Lokomotív                                                     | 1954. 05. 02.                                                     | Budapest, Magyarország                                            | A Lokomotív versenye                                              |                                                                   | [ 1 ] [ 68 ]                                                      |
| 20:45,80                                                          | Fodor Judit                                                       | Ferencváros                                                       | 1967. 09. 23.                                                     | Budapest, Magyarország                                            | csúcskisérlet                                                     |                                                                   | [ 31 ] [ 69 ]                                                     |
| 20:11,60                                                          | Fodor Judit                                                       | Ferencváros                                                       | 1968. 05. 05.                                                     | Budapest, Magyarország                                            | Az FTC versenye                                                   |                                                                   | [ 31 ] [ 70 ]                                                     |
| 19:51,60                                                          | Válent Veronika                                                   | Újpesti Dózsa                                                     | 1970. 05. 17.                                                     | Budapest, Magyarország                                            |                                                                   |                                                                   | [ 31 ] [ 71 ]                                                     |
| 19:42,00                                                          | Bacsek Edit                                                       | Bp. Honvéd                                                        | 1971. 06. 06.                                                     | Tatabánya, Magyarország                                           | Bolvári-emlékverseny                                              |                                                                   | [ 31 ] [ 72 ]                                                     |
| 19:37,20                                                          | Bedekovics Krisztina                                              | Bp. Honvéd                                                        | 1972. 02. 20.                                                     | Tatabánya, Magyarország                                           | A TBSC versenye                                                   |                                                                   | [ 31 ] [ 73 ]                                                     |
| 19:10,00                                                          | Kaczander Ágnes                                                   | Bp. Spartacus                                                     | 1973. 12. 15.                                                     | Tatabánya, Magyarország                                           |                                                                   |                                                                   | [ 38 ] [ 74 ]                                                     |
| 18:55,20                                                          | Miklósfalvi Éva                                                   | BVSC                                                              | 1974. 12. 22.                                                     | Kecskemét, Magyarország                                           |                                                                   |                                                                   | [ 40 ] [ 75 ]                                                     |
| 18:32,54                                                          | Verrasztó Gabriella                                               | KSI                                                               | 1975. 12. 14.                                                     | Südstadt, Ausztria                                                |                                                                   |                                                                   | [ 45 ] [ 76 ]                                                     |
| 18:01,00                                                          | Miklósfalvi Éva                                                   | BVSC                                                              | 1975. 12. 21.                                                     | Kecskemét, Magyarország                                           | évzáróverseny                                                     |                                                                   | [ 44 ] [ 45 ]                                                     |
| 17:55,03                                                          | Miklósfalvi Éva                                                   | BVSC                                                              | 1977. 06. 12.                                                     | Budapest, Magyarország                                            | ellenőrző verseny                                                 |                                                                   | [ 77 ]                                                            |
| 17:45,64                                                          | Schäffer Zsuzsa                                                   | Vasas                                                             | 1977. 12. 16.                                                     | Budapest, Magyarország                                            | A BHSE/KSI versenye                                               |                                                                   | [ 78 ]                                                            |
| 17:22,44                                                          | Gulyás Klára                                                      | Bp. Spartacus                                                     | 1979. 11. 25.                                                     | Budapest, Magyarország                                            | ellenőrző verseny                                                 |                                                                   | [ 54 ] [ 79 ]                                                     |
| 17:20,80                                                          | Gyúró Mónika                                                      | KSI                                                               | 1982. 12. 17.                                                     | Budapest, Magyarország                                            | felkészülési verseny                                              |                                                                   | [ 80 ] [ 81 ]                                                     |
| 17:13,89                                                          | Orosz Andrea                                                      | Bp. Spartacus                                                     | 1983. 11. 20.                                                     | Budapest, Magyarország                                            | felkészülési verseny                                              |                                                                   | [ 82 ] [ 83 ]                                                     |
| 16:52,59                                                          | Gyúró Mónika                                                      | Bp. Honvéd                                                        | 1985. 06. 16.                                                     | Budapest, Magyarország                                            | Budapest-bajnokság                                                | férfi 1500 m selejtező                                            | [ 84 ] [ 85 ]                                                     |
| 16:42,95                                                          | Csabai Judit                                                      | Nyíregyházi VSSC                                                  | 1988. 03. 20.                                                     | Tel-Aviv, Izrael                                                  |                                                                   |                                                                   | [ 58 ] [ 86 ]                                                     |
| 16:29,71                                                          | Csabai Judit                                                      | Nyíregyházi VSSC                                                  | 1988. 05. 03.                                                     | Monte-Carlo, Monaco                                               |                                                                   |                                                                   | [ 58 ]                                                            |
| 16:29,23                                                          | Risztov Éva                                                       | Bp. Spartacus                                                     | 2002. 06. 28.                                                     | Székesfehérvár, Magyarország                                      | magyar bajnokság                                                  |                                                                   | [ 87 ]                                                            |
| 16:21,82                                                          | Risztov Éva                                                       | Bp. Spartacus                                                     | 2003. 02. 15.                                                     | Balatonfűzfő, Magyarország                                        | ellenőrző verseny                                                 |                                                                   | [ 88 ]                                                            |
| 16:13,00                                                          | Risztov Éva                                                       | Debreceni Sportcentrum                                            | 2011. 05. 27.                                                     | Pozsony, Szlovákia                                                | GP verseny                                                        |                                                                   | [ 89 ]                                                            |
| 16:12,95                                                          | Risztov Éva                                                       | Debreceni Sportcentrum                                            | 2012. 04. 01.                                                     | Debrecen, Magyarország                                            | magyar bajnokság                                                  |                                                                   | [ 90 ]                                                            |
| 16:10,04                                                          | Risztov Éva                                                       | Debreceni Sportcentrum                                            | 2012. 05. 26.                                                     | Debrecen, Magyarország                                            | Európa-bajnokság                                                  | második hely                                                      | [ 91 ]                                                            |
| 16:02,58                                                          | Kapás Boglárka                                                    | BVSC                                                              | 2013. 07. 29.                                                     | Barcelona, Spanyolország                                          | világbajnokság                                                    | a selejtezőben                                                    | [ 92 ]                                                            |
| 15:47,09                                                          | Kapás Boglárka                                                    | BVSC                                                              | 2015. 08. 04.                                                     | Kazany, Oroszország                                               | világbajnokság                                                    | harmadik hely                                                     | [ 93 ]                                                            |

## 25 méteres medence

### Férfiak
| A férfi 1500 méteres gyorsúszás magyar csúcsai (25 méteres medence) | A férfi 1500 méteres gyorsúszás magyar csúcsai (25 méteres medence) | A férfi 1500 méteres gyorsúszás magyar csúcsai (25 méteres medence) | A férfi 1500 méteres gyorsúszás magyar csúcsai (25 méteres medence) | A férfi 1500 méteres gyorsúszás magyar csúcsai (25 méteres medence) | A férfi 1500 méteres gyorsúszás magyar csúcsai (25 méteres medence) | A férfi 1500 méteres gyorsúszás magyar csúcsai (25 méteres medence) | A férfi 1500 méteres gyorsúszás magyar csúcsai (25 méteres medence) |
| Idő                                                                 | Név                                                                 | Egyesület                                                           | Dátum                                                               | Helyszín                                                            | Esemény                                                             | Megjegyzés                                                          | Forrás                                                              |
| ------------------------------------------------------------------- | ------------------------------------------------------------------- | ------------------------------------------------------------------- | ------------------------------------------------------------------- | ------------------------------------------------------------------- | ------------------------------------------------------------------- | ------------------------------------------------------------------- | ------------------------------------------------------------------- |
| 15:36,73                                                            | Szilágyi Zoltán                                                     | Bp. Honvéd                                                          | 1985. 11. 2?.                                                       | Budapest, Magyarország                                              | rövid pályás ob                                                     |                                                                     | [ 94 ]                                                              |
| ?                                                                   |                                                                     |                                                                     |                                                                     |                                                                     |                                                                     |                                                                     |                                                                     |
| 15:00,38                                                            | Kis Gergő                                                           | Rája 94                                                             | 2004. 11. 13.                                                       | Hódmezővásárhely, Magyarország                                      | rövid pályás ob                                                     |                                                                     | [ 95 ]                                                              |
| 14:54,12                                                            | Kis Gergő                                                           | Rája 94                                                             | 2005. 11. 12.                                                       | Hódmezővásárhely, Magyarország                                      | rövid pályás ob                                                     |                                                                     | [ 96 ]                                                              |
| 14:42,08                                                            | Kis Gergő                                                           | Rája 94                                                             | 2005. 12. 10.                                                       | Trieszt, Olaszország                                                | Európa-bajnokság                                                    | hatodik hely                                                        | [ 97 ]                                                              |
| 14:29,58                                                            | Kis Gergő                                                           | Rája 94                                                             | 2007. 12. 15.                                                       | Debrecen, Magyarország                                              | Európa-bajnokság                                                    | második hely                                                        | [ 98 ]                                                              |
| 14:28,36                                                            | Gyurta Gergely                                                      | Újpesti TE                                                          | 2014. 11. 02.                                                       | Szingapúr                                                           | világkupa                                                           |                                                                     | [ 99 ]                                                              |
| 14:23,27                                                            | Betlehem Dávid                                                      | Balaton UK                                                          | 2023. 11. 01.                                                       | Debrecen, Magyarország                                              | rövid pályás ob                                                     |                                                                     | [ 100 ]                                                             |

### Nők
| A női 1500 méteres gyorsúszás magyar csúcsai (25 méteres medence) | A női 1500 méteres gyorsúszás magyar csúcsai (25 méteres medence) | A női 1500 méteres gyorsúszás magyar csúcsai (25 méteres medence) | A női 1500 méteres gyorsúszás magyar csúcsai (25 méteres medence) | A női 1500 méteres gyorsúszás magyar csúcsai (25 méteres medence) | A női 1500 méteres gyorsúszás magyar csúcsai (25 méteres medence) | A női 1500 méteres gyorsúszás magyar csúcsai (25 méteres medence) | A női 1500 méteres gyorsúszás magyar csúcsai (25 méteres medence) |
| Idő                                                               | Név                                                               | Egyesület                                                         | Dátum                                                             | Helyszín                                                          | Esemény                                                           | Megjegyzés                                                        | Forrás                                                            |
| ----------------------------------------------------------------- | ----------------------------------------------------------------- | ----------------------------------------------------------------- | ----------------------------------------------------------------- | ----------------------------------------------------------------- | ----------------------------------------------------------------- | ----------------------------------------------------------------- | ----------------------------------------------------------------- |
| 17:18,73                                                          | Kovács Zsanett                                                    | A Jövő SC                                                         | 2013. 10. 20.                                                     | Plzeň, Csehország                                                 | 17. rocnik sprint                                                 |                                                                   |                                                                   |
| 16:04,85                                                          | Hosszú Katinka                                                    | Iron                                                              | 2016. 11. 18.                                                     | Graz, Ausztria                                                    |                                                                   |                                                                   | [ 101 ]                                                           |
| 16:04,13                                                          | Késely Ajna                                                       | Kőbánya SC                                                        | 2019. 12. 14.                                                     | Kaposvár, Magyarország                                            | rövid pályás ob                                                   |                                                                   | [ 102 ]                                                           |
| 15:55,69                                                          | Késely Ajna                                                       | Kőbánya SC                                                        | 2021. 11. 15.                                                     | Kaposvár, Magyarország                                            | rövid pályás ob                                                   |                                                                   | [ 103 ]                                                           |
| 15:51,34                                                          | Késely Ajna                                                       | BVSC-Zugló                                                        | 2023. 12. 08.                                                     | Otopeni, Románia                                                  | rövid pályás Eb                                                   | Bronzérmet ért                                                    | [ 104 ]                                                           |